# NGC 7498
NGC 7498 ist eine Spiralgalaxie vom Hubble-Typ Sab im Sternbild Aquarius auf der Ekliptik. Sie ist schätzungsweise 358 Millionen Lichtjahre von der Milchstraße entfernt und hat einen Durchmesser von etwa 95.000 Lichtjahren.
Im selben Himmelsareal befindet sich u. a. die Galaxie NGC 7494.
Das Objekt wurde am 24. September 1864 von Albert Marth entdeckt.